# Louis Riel

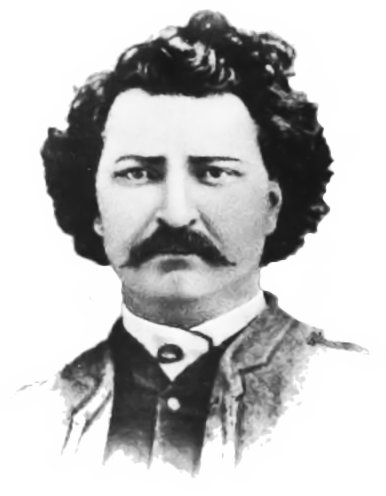
Louis Riel

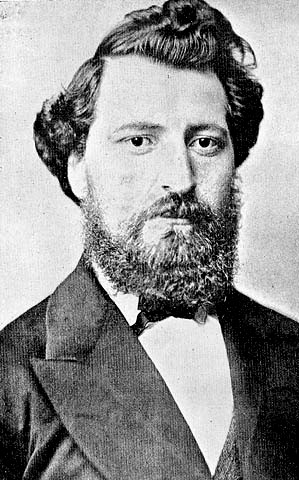
Louis Riel in 1885

Louis Riel (Red River Settlement (Rupert's Land, bij het hedendaagse Winnipeg), 22 oktober 1844 - Regina, 16 november 1885) was een Canadees politicus, en een van de stichters van de provincie Manitoba en leider van het Métisvolk van de Canadese prairies. Hij leidde twee verzetsbewegingen die opkwamen voor de rechten en cultuur van de Métis, toen hun thuisland meer en meer onder Canadese invloed kwam te staan.
Het eerste verzet was de Rebellie van de Rode Rivier van 1869-1870. Er werd onderhandeld over de voorwaarden waarin de provincie Manitoba de Canadese Confederatie zou binnentreden. Na de controversiële executie van Thomas Scott moest Louis Riel in ballingschap naar de Verenigde Staten. Desondanks wordt hij vaak de Vader van Manitoba genoemd. 
Tijdens zijn periode van ballingschap werd hij tot driemaal toe verkozen om te zetelen in het Canadees Lagerhuis, alhoewel hij hier nooit gezeteld heeft.
Ook tijdens zijn verblijf in de VS bleek dat hij geestesziek was, hij had onder andere het idee dat hij verkozen was door een goddelijke macht als leider en als profeet.

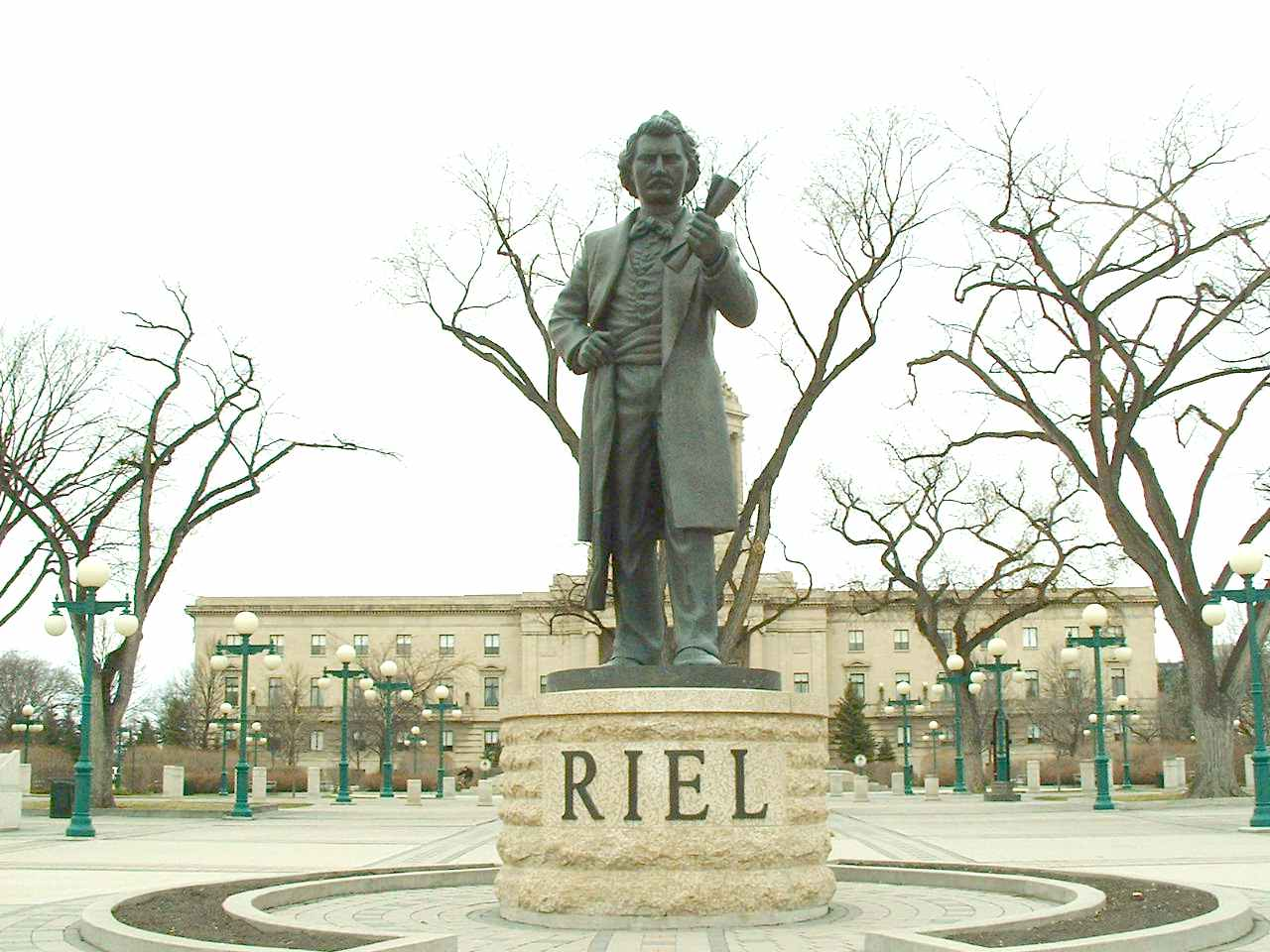

In 1884 keerde hij terug naar de provincie Saskatchewan om daar de Métis te vertegenwoordigen tegenover de Canadese overheid. Dit verzet werd bekend als de Noord-West Rebellie van 1884. Het leidde tot zijn arrestatie, proces en uiteindelijk tot zijn executie voor hoogverraad.
In het Franstalige gedeelte van Canada werd hij goed ontvangen, en zijn executie had een langdurige invloed op de relaties tussen Quebec en de Engelssprekende regio's.
- Bibsys: 90168701
- Biblioteca Nacional de España: XX4665941
- Bibliothèque nationale de France: cb11936183q (data)
- CiNii: DA06682537
- Gemeinsame Normdatei: 1069628255
- International Standard Name Identifier: 0000 0001 2277 8508
- Library of Congress Control Number: n80038477
- Nationale Bibliotheek van Tsjechië: xx0055627
- Nationale bibliotheek van Australië: 35452589
- Nationale Bibliotheek van Israël: 987007271780005171
- Nationale Bibliotheek van Polen: a0000002819044
- Nederlandse Thesaurus van Auteursnamen: 071089055
- LIBRIS: 230715
- SNAC: w6mc96sd
- Système universitaire de documentation: 027286738
- Trove: 958105
- Union List of Artist Names: 500490087
- Virtual International Authority File: 29542511
- WorldCat: E39PBJj8WKyW4FY6BBy7MwHDMP